# الليل وآخره (مسلسل)

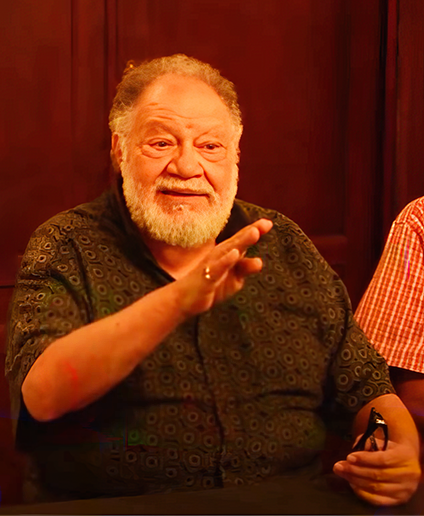
يحيى الفخراني في دور رحيم المنشاوي

الليل وآخره، مسلسل عربي مصري، عرض في شهر رمضان 2003 في 35 حلقة. بطولة المسلسل كانت للممثل يحيى الفخراني، نال العديد من الجوائز أبرزها جائزة أفضل مسلسل في تلك الفترة كما نال يحيى الفخراني جائزة أفضل ممثل عن الدور الذي طرح باسم رحيم المنشاوي، بينما نالت نيرمين الفقي جائزة أفضل ممثلة عن دور حسنات. مسلسل الليل وآخره من إخراج رباب حسين وتأليف محمد جلال عبد القوي، قام في البطولة الممثل المصري يحيى الفخراني.
بالإضافة ليحيى الفخراني، جمع مسلسل الليل وآخره نخبة من الممثلين أبرزهم هدى سلطان، نرمين الفقي، رشوان توفيق، نهال عنبر، طارق لطفي، سعاد نصر، محمد كامل، إبراهيم يسري، جمال إسماعيل، هشام عبد الله، داليا إبراهيم، نبيل نور الدين، احمد الدمرداش.

## قصة
تدور الأحداث حول (رحيم المنشاوي) الرجل الصعيدي العصامي والذي يقع في حب (حسنات) المغنية، وعندما عرض زواجه منها علي إخوته رفضوا، حتي يحافظوا على مكانتهم الإجتماعية، فقرر أن يحرمهم من ميراث أبيهم، لتتصاعد الأحداث.

### فريق العمل
| - يحيى الفخراني: رحيم المنشاوي - هدى سلطان: أم رحيم - نرمين الفقي: حسنات - رشوان توفيق: عمران المنشاوي - سعاد نصر: إنعام - نهال عنبر: فاطمة المنشاوي - إبراهيم يسري: المنشاوي - نبيل نور الدين: زين العابدين - هشام عبد الله: شاهين المنشاوي - أحمد الدمرداش: يحيى رئيس التحرير | - أميرة العايدي: نفيسة - جمال إسماعيل: عزازي - صفاء الطوخي: سلوى - ميسون: شيماء - عزة بهاء: ماجدة - أحمد فؤاد سليم: الحاج عثمان - منة فضالي: هناء - علا رامي: هناء - داليا إبراهيم: بثينة - محمد كامل: سيد الملا | - عصام شكري: دكتور سامي - راندا البحيري: أمال - نهى إسماعيل: شادية - نرمين زعزع: أمال - نادر حسن: وجيه - عصام شاهين: علاء - أحمد جلال عبد القوي: بهجت - طارق لطفي: وجيه - محمد ريحان: الحاج دندراوي | - أحمد عقل: الشيخ نصر - جلال عثمان - سيد جبر: منسي - صافيناز فتحي: كراملة - ربيع الصغير - سيد الطيب - ميسرة: سوسا - عاصم نجاتي: دكتور مجدي - فتحية طنطاوي: والدة مجدي |

بالأشتراك مع
| - محمود بشير - إبراهيم الأبيض: المحقق - مصطفى القسط - محمد أحمد - كوثر رمزي - محمد درديري: بخيت | - عبير الطوخي - ياسمين ياسر - فرح يوسف: رنا - أحمد رجب - إدريس الشريف | - أماني يوسف - إيمي: باتعة - أحمد الهواري - مصطفى سليمان - سامي بسيونى |

الاطفال
| - أحمد عماد عبد الله: طفل - هادي خفاجة: أشرف - رامز أمير: رضا - طفل - مصطفى وجيه: طفل - ناريمان نيازي: طفلة | - مصطفى سمير: طفل - نورهان وجيه: طفلة - إلهام وجيه: طفلة - أحمد أسامة - شيرين وجيه: طفلة |

بالأشتراك مع: - سمير العربي - ناني سعد الدين: أم شلبي - محمد نصر: الحرامي - جمال حجاج - مصطفى السيد - شحاتة العرابي - حسن شبل - مي عبد الواحد: - مهدي عباس - محمود جليفون - شوقي المغازي - حسن مدكور - عاطف سعيد - عاصم سامي - رمضان إبراهيم - جمال يوسف - جمال فرج - رافت موريس - عادل سمير